# Сервін Владислав Йосипович
Владислав Йосипович Сервін (нар. 1 березня 1931, Кашперівка) — український живописець, графік; член Спілки художників України.

## Біографія
Народився 1 березня 1931 в селі Кашперівці Козятинського району (тепер Хмільницький район) Вінницької області. 1951 року закінчив Київське училище прикладного мистецтва (викладачі — Є. Лученко, О. Полуянов, С. Колос).
Брав участь у всеукраїнських виставках з 1964 року. Жив в  Івано-Франківську, в будинку на вулиці Дзержинського, 112, квартира 6.

## Творчість
Працював в галузі монументального й станкового живопису, станкової графіки. Твори:
- «Бандурист» (1964);
- «М. Островський» (1965);
- «Зустріч Довбуша з Дзвінкою» (1965);
- «Ранкова мелодія» (1965);
- «Вся влада Радам!» (1966) та інші.